# Олександро-Невський собор (Москва)
Олександро-Невський собор — кафедральний собор на  Міуській площі в  Москві, найбільший з ряду  соборів Олександра Невського, побудованих в  Російської імперії. Другий за величиною історичний храм Москви після  Храму Христа Спасителя.
Олександро-Невський собор був побудований за проектом  Олександра Померанцева і  Віктора Васнєцова на честь  скасування кріпосного права  Олександром II . Його висота становила 70 м. Храм був закладений у 1911 році, на честь 50-річчя селянської реформи, у присутності великої княгині  Єлизавети Федорівни. Початок  Першої світової війни загальмував будівництво.
Після  Жовтневої революції, гігантський 21-купольний собор, здатний вмістити більше чотири тисячі чоловік, все ще був не повністю завершений. Радянська влада виношувала плани переобладнати його в крематорій або в радіо-центр. Занепала споруда була знесена в 1952 році, на її фундаменті у 1960 році був зведений Палац піонерів.